# Jelena Bonner
Jelena Gieorgijewna Bonner (ros. Елена Георгиевна Боннэр, ur. 15 lutego 1923 w Antiochii Margiańskiej, zm. 18 czerwca 2011 w Bostonie) – rosyjska lekarka, obrończyni praw człowieka, druga żona Andrieja Sacharowa.

## Życiorys
Jej ojciec został rozstrzelany w czasie Wielkiej Czystki za „zdradę ojczyzny”, a matka była zesłana do łagru na osiem lat.
W 1972 poślubiła Andrieja Sacharowa. Odebrała za niego przyznaną mu Nagrodę Nobla. W 1980 pojechała z nim na zsyłkę do Niżnego Nowogrodu. W późniejszym czasie została skazana na osobną karę za „oczernianie ZSRR”.
Po upadku ZSRR kontynuowała walkę o prawa człowieka w demokratycznej Rosji.
W 2009 została odznaczona Krzyżem Komandorskim Orderu Zasługi Rzeczypospolitej Polskiej.
Pochowana na Cmentarzu Wostriakowskim w Moskwie.